# Ian Edmondson
Ian Edmondson (19 de abril de 1957) es un deportista estadounidense que compitió en esquí acrobático, especialista en la prueba de acrobacias.
Ganó dos medallas en el Campeonato Mundial de Esquí Acrobático, oro en 1999 y plata en 1997.

## Medallero internacional
| Campeonato Mundial | Campeonato Mundial | Campeonato Mundial | Campeonato Mundial |
| Año                | Lugar              | Medalla            | Competición        |
| ------------------ | ------------------ | ------------------ | ------------------ |
| 1997               | Nagano (Japón)     | Medalla de plata   | Acrobacias         |
| 1999               | Meiringen (Suiza)  | Medalla de oro     | Acrobacias         |